# SN 1952C
SN 1952C – supernowa odkryta 1 lutego 1952 roku w galaktyce A130012-0321. W momencie odkrycia miała maksymalną jasność 18,70m.